# Залесье (Калининградская область)
Залесье — посёлок в Полесском районе Калининградской области. Является центром Залесовского сельского поселения.

## География
Посёлок Залесье расположен на реке Залесинке, у места впадения её правого притока Мучной, в 22 км по прямой к востоку от районного центра, города Полесска, в 59 км по прямой к востоко-северо-востоку от восточных окраин застройки областного центра, города Калининграда.

## История
Поселение Меляукен (нем. Dorf Mehlauken) было основано в XV веке. В 1470 году 10 усадеб были переданы человеку по имени Питт прежними хозяевами Хансом Кремитом и Николасом Рашау.
В 1843 году в Меляукене была построена школа, с 1911 года в нем размещалось 3 класса. В 1927 году открылась семилетняя народная школа, которая позднее была преобразована в среднюю школу. Здание сгорело во время январских боев 1945 года.
25 октября 1846 года в Меляукене была открыта кирха, строившаяся в 1845-1846 годах архитектором Августом Штюлером. Кирха Меляукена явилась прототипом для строительства Фриденкирхи в Постдаме.
В довоенное время в поселке имелись сельскохозяйственный техникум и профессиональное училище, вокзал, участковый суд, 3 школы, здание управления, адвокатские кабинеты, больница, аптека, отель, много магазинов и несколько заводиков. В здании бывшей конюшни в 1927 году был открыт кооперативный молочный завод, который ежедневно обрабатывал по 10 т молока, и производил сыр. Еженедельно проводился базарный день.
В 1938 году властями гитлеровской Германии Меляукен был переименован в Либенфельде в рамках кампании по германизации топонимики прусско-литовского происхождения.
Ночью 17 августа 1944 года в районе населённого пункта Меляукен с борта самолета была десантирована специальная диверсионно-разведывательная группа 3-го (диверсионного) отдела Разведывательного управления 3-го Белорусского фронта «Максим».
Поселок Либенфельде был взят вечером 21 января 1945 года частями и соединениями 39-й армии при поддержке воинов 89-й и 117-й танковых бригад РККА.
В 1946 году Либенфельде был переименован в Залесье.

## Население
В 1940 году население Либенфельде составляло около 5 тыс. жителей.
| 2002 | 2010  |
| ---- | ----- |
| 1170 | ↘1149 |

## Почётные жители Залесья
- Зинаида Васильевна Бакулина[4]